# یه جیان یینگ

یه جیان یینگ

یه جیان یینگ (به چینی: 叶剑英) (زاده ۲۸ آوریل ۱۸۹۷ – درگذشته ۲۲ اکتبر ۱۹۸۶) یک سیاست‌مدار و رهبر انقلابی کمونیست اهل چین بود. وی از ۵ مارس ۱۹۷۸ تا ۱۸ ژوئن ۱۹۸۳ رئیس کمیته دائمی کنگره ملی خلق چین بود.